# گروه هلدینگ مالی تایوان
گروه هلدینگ مالی تایوان (انگلیسی: Taiwan Financial Holdings Group) شرکت دولتی خدمات مالی و بانکداری تایوانی است، که در سال ۲۰۰۷ توسط وزارت اقتصاد تایوان تأسیس شد.